# ヌートリア
ヌートリア（Nutria、中国語: 海狸鼠、学名: Myocastor coypus）は、哺乳綱齧歯目ヌートリア科またはアメリカトゲネズミ科ヌートリア属の小型哺乳類。別名は沼狸。南アメリカ原産。日本には本来分布していない外来種で、特定外来生物による生態系等に係る被害の防止に関する法律では指定第一次指定種に分類されている。

## 名称
かつての日本では、沼狸（しょうり、ぬまたぬき）、海狸鼠（かいりねずみ）、洋溝鼠（ようどぶねずみ）、舶来溝鼠（はくらいどぶねずみ）などとも呼んだ。
「ヌートリア」とはスペイン語でカワウソ（の毛皮）を意味し、原産の南米では本種のことを「Coipo」と呼ぶ。英名でも「Nutria」より「Coypu」の方が一般的である。フランス語では「ragondin(ラゴンダン)」と呼ぶ。

## 分布
南アメリカを原産地とする。パラグアイ、ウルグアイ、ボリビア、アルゼンチン、チリなどに分布。また、毛皮を取るために移入したものが野生化し、アメリカ合衆国、カナダ、フランス、ポーランド、ドイツ、日本を含むアジアなどにも分布する。

## 形態
体色は茶色（赤みを帯びた黒色）。上毛は粗いが灰色の下毛は柔らかい。
頭胴長40-60 cm、尾長30-45 cm、体重5-9 kgの大型の齧歯類である。水辺の生活に適応しており、泳ぎが得意で5分以上潜水することもある。体つきはドブネズミなどに似るが、耳が小さく、後ろ足の第1指から第4指までには水かきがある。門歯は黄色で一生伸び続ける。また、水上でも授乳できるよう、乳首がやや背中寄り（腹部より上部寄り）についている。
歯式は、1/1・0/0・1/1・3/3＝20。
|                                             |                        |                |
| 立ちあがったヌートリア 後ろ足に水かきがある | ヌートリアの頭蓋骨と歯 | 泳ぐヌートリア |

## 分類
本種のみでヌートリア属Myocastorを構成する。所属科（ヌートリア科）については諸説あり、ヌートリア属を独立したMyocastoridae（狭義のヌートリア科）としたり、Capromyidae（別名カプロミス科、フチア科）やEchimyidae（別名アメリカトゲネズミ科）に含める説もある。

## 生態

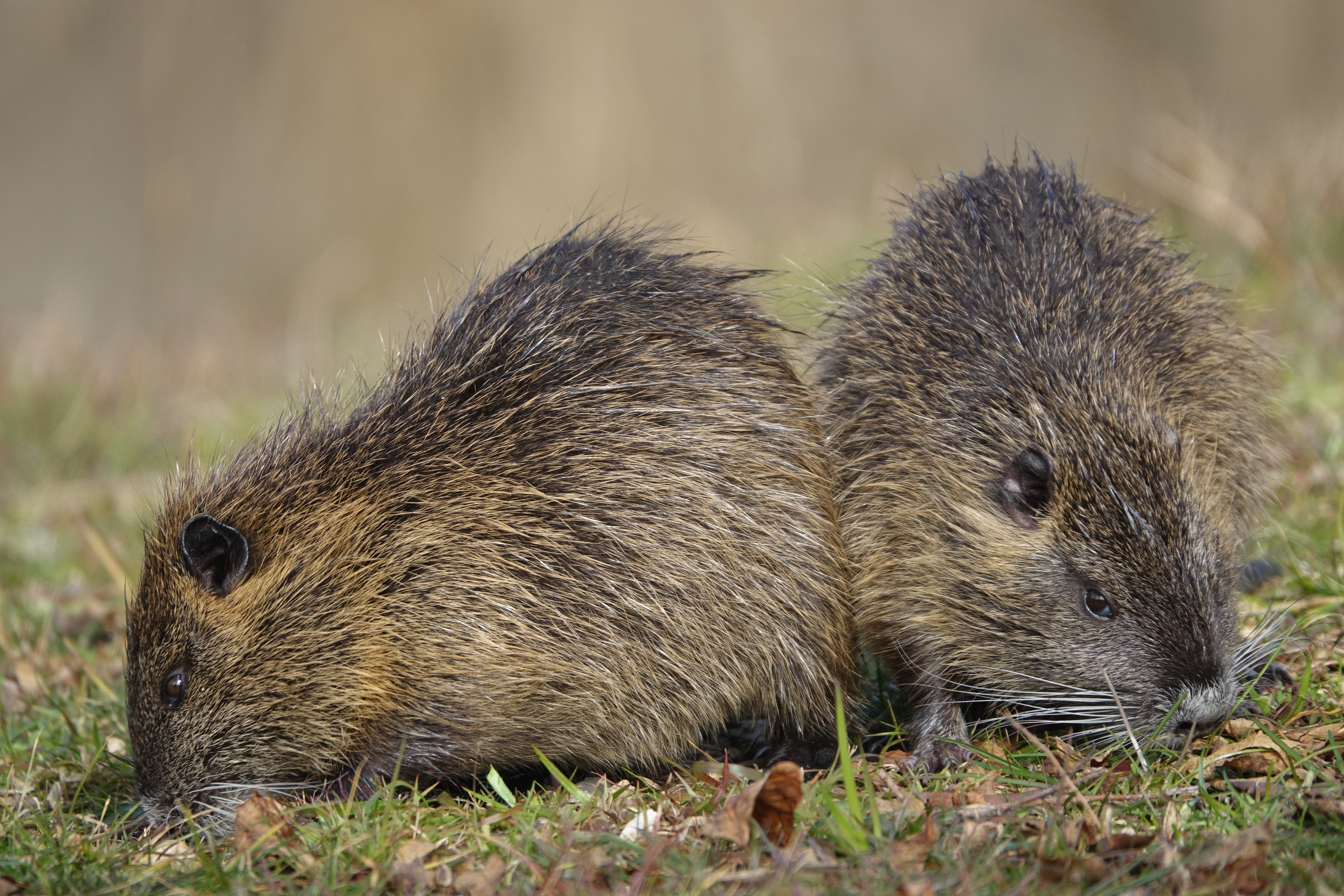
ペア

水辺に雌雄のペアまたは雌を中心とする小さな群れをつくって生活する。結氷するような寒冷地では、生息できない。
食性は雑食性で、ホテイアオイなどの水生植物の葉や地下茎、淡水産の巻貝を主に食べているが、農作物を食害することもある。夜行性。明け方と夕方に活発な採餌のための徘徊行動が見られ、日中は巣穴で休息していることが多い。雌は定住的で、雄に比べて行動範囲は狭い。若い個体は、新しい縄張りを求めて移出する。
季節を問わず繁殖する周年繁殖だが、出産は春と秋が多い。妊娠期間は123 - 150日で、1産で2 - 11匹、平均5匹の仔を産む。出産時の仔の体重は225グラム程度。十分に発達してから生まれるため、丸1日後には泳げるようになり、3日後くらいには早くも成体と同じ餌を摂り始める。その後、約半年で性成熟する。寿命は10年程度。
生態はマスクラットによく似ており、形態も類似しているため、混同されることがある。
海を泳ぐことができるため、離島にも生息地を広げている。

## 利用

### 毛皮
丈夫で育てやすく繁殖力も高く、柔らかい上質な毛皮が安価に大量に入手できるため、第二次世界大戦頃には軍隊の防寒用飛行服の裏地に向いているものであるとして、世界各国で飼育された。
日本では1939年にフランスから150頭が輸入され、飼育が奨励された。当時は軍隊の「勝利」にかけて「沼狸」（しょうり）と呼ばれ、1944年ごろには西日本を中心に全国で4万頭が飼育されていた。
中国では1953年当時のソビエト連邦から毛皮と展示目的に移入され、農村経済の自由化が始まった1980年ごろには毛皮が採れると多くの農民が飼育したが、管理の悪さによって死亡率が高く、毛皮の品質も悪く利益が出ないまま、多くは飼育放棄に至った。

### 肉
生肉にはタンパク質20-21%、脂肪4-10%が含まれている。中国、特に広東省や広西チワン族自治区の広東料理では、「野味」と呼ばれる各種野生動物の料理（ジビエ）が珍重されており、ヌートリアも省区内や江西省などで飼育されたものであるが、食用にされている。
料理店では「鼠」という字を避け、「海龍」と呼ばれる場合がある。炒め物や揚げ物にする例が多い。1965年ごろ、広州動物園の中で経営されていた鶯園という野味料理店では、酢豚を応用した「糖醋海狸鼠」という料理が出されており、イノシシに似た食味であったという。

## 外来種問題
繁殖力が強く、アメリカ、ルイジアナ州では1932年には個体数20頭だったが、1962年には推定で200万頭に増えたとされる。
日本へは、1907年にドイツから上野動物園に輸入されたのが初記録とされる。1939年（昭和14年）には軍服の毛皮の材料としてアメリカ（上記文献ではフランス）から輸入され、戦時中には毛皮のほか食用として養殖もされていたが、終戦後に大量に放逐されたことで野生化しはじめた。その後、1950年代の毛皮ブームで飼育が再流行したが、その後の毛皮価格の暴落に伴い、多数の個体が放逐され、野生化している。これらの子孫が各地で定着し、やはり特定外来生物のアライグマと同様に、野外繁殖が問題となっている。岐阜県の可児川をはじめとした東海以西の西日本各地（広島県、岡山県、大阪府、京都府、島根県、香川県と近畿・東海の各府県）に分布が拡大している。茨城県、千葉県、埼玉県、神奈川県、滋賀県、石川県、福岡県などでも記録はあるが、継続的な生存情報はない。2020年ごろから関西地方では目撃情報が増加しているが、生息個体数は把握できていない。愛媛県の中島では、泳いで海を渡る姿が目撃されている。
日本では侵略的外来種として問題になっており、イネやオオムギ、葉野菜などに対する食害のほか、絶滅危惧種に指定されているベッコウトンボの生息地を壊滅させたり、貝類の個体数を減少させることでその捕食生物へ悪影響を与えたりするなど、在来種の生態系への影響も深刻である。さらに、本種の巣穴は複雑に入り組んでいて深く、水田の畦や堤防が破壊される原因にもなっている。住宅の庭先への侵入や漁網を食い破る被害も、少ないながら発生している。それら人間の生活や生物多様性への影響力から世界の侵略的外来種ワースト100、日本の侵略的外来種ワースト100に選定されている。

### 防除
2005年6月には、特定外来生物による生態系等に係る被害の防止に関する法律（外来生物法）によって特定外来生物に指定されており、50を超える地方自治体が同法に基づく防除計画を策定している。ただし、アライグマと比べて防除体制はあまり進んでいない。兵庫・島根・岡山の3県では2005年度に4,500万円を超える被害に遭い、約3,000頭を駆除したが、個体数の減少には至っていない。
ただし、特定外来生物である一方で、鳥獣保護管理法の対象でもあるため、許可なく捕獲することは禁止されている。基本的には狩猟免許を取得した者が自治体の捕獲許可を取得したうえで、狩猟期間内に行わなければならない。

### 国外での駆除事例
イギリスでは1920年代に毛皮の採取目的で導入され、1950年代には20万頭以上まで増加した。その後、10年がかりで約100万頭を駆除し、1989年に根絶に成功した。寒冷下では尾の凍傷から感染して死に至ることがしばしばあり、これが原因でスカンディナヴィアでは絶滅している。